# Vladica Babić
Vladica Babić (* 27. Oktober 1995 in Podgorica) ist eine ehemalige montenegrinische Tennisspielerin.

## Karriere
Babić spielte vorrangig auf dem ITF Women’s Circuit, auf dem sie zwei Einzel- und neun Doppeltitel gewann.
Seit 2011 spielte sie für die montenegrinische Fed-Cup-Mannschaft; sie hat fünf ihrer 14 Fed-Cup-Partien gewonnen, davon vier im Einzel.
Ihre höchste Platzierung in der Doppel-Tennisweltrangliste war Platz 164 am 4. November 2019.

## Turniersiege

### Einzel
| Nr. | Datum           | Turnier        | Kategorie   | Belag     | Finalgegnerin | Ergebnis  |
| --- | --------------- | -------------- | ----------- | --------- | ------------- | --------- |
| 1.  | 12. August 2018 | Santa Tecla    | ITF $15.000 | Hartplatz | Pamela Montez | 7:66, 6:4 |
| 2.  | 13. Januar 2019 | Fort-de-France | ITF W15     | Hartplatz | Alice Tubello | 6:4, 6:2  |

### Doppel
| Nr. | Datum              | Turnier    | Kategorie   | Belag             | Partnerin           | Finalgegnerinnen                         | Ergebnis          |
| --- | ------------------ | ---------- | ----------- | ----------------- | ------------------- | ---------------------------------------- | ----------------- |
| 1.  | 10. August 2013    | Pirot      | ITF $10.000 | Sand              | Katarina Adamović   | Borislava Botusharova Ani Wangelowa      | 6:0, 6:3          |
| 2.  | 14. September 2013 | Podgorica  | ITF $25.000 | Sand              | Iva Mekovec         | Kateřina Vaňková Maša Zec Peškirič       | 4:6, 7:61, [10:5] |
| 3.  | 9. November 2018   | Lawrence   | ITF $25.000 | Hartplatz (Halle) | Ena Shibahara       | Anna Danilina Xenija Laskutowa           | 6:4, 6:2          |
| 4.  | 17. November 2018  | Norman     | ITF $25.000 | Hartplatz         | Ena Shibahara       | María José Portillo Ramírez Sofia Sewing | 6:2, 6:3          |
| 5.  | 30. März 2019      | Cancun     | ITF W15     | Hartplatz         | Paige Mary Hourigan | Karolína Beránková Lara Escauriza        | 6:4, 6:3          |
| 6.  | 22. Juni 2019      | Denver     | ITF W25     | Hartplatz         | Hayley Carter       | Brynn Boren Gail Brodsky                 | 6:2, 6:3          |
| 7.  | 29. Juni 2019      | Shreveport | ITF W15     | Sand              | Hsu Chieh-yu        | Jennifer Elie Alexandra Osborne          | 6:2, 6:0          |
| 8.  | 28. September 2019 | Templeton  | ITF W60     | Hartplatz         | Caitlin Whoriskey   | Gabriela Talabă Marcela Zacarías         | 6:4, 6:2          |
| 9.  | 19. Oktober 2019   | Waco       | ITF W25     | Hartplatz         | Anna Danilina       | Savannah Broadus Vanessa Ong             | 6:3, 6:2          |